# Museu d'Història Natural del Bosc Petrificat de Lesbos
El Museu d'Història Natural del Bosc Petrificat de Lesbos és un museu geològic del poble de Sigri de l'illa de Lesbos (Grècia). Creat el 1994, és un centre per l'estudi, administració, i preservació del bosc petrificat de Lesbos i per difondre el lloc. És un dels membres fundadors de la Xarxa de Geoparcs i és membre de la Xarxa Global de Geoparcs de la UNESCO.